# Hans Frederik Alsing
Hans Frederik Alsing (8. september 1800 i Svendborg – 30. december 1871 i København), var en dansk stempelskærer og møntmester i Altona. Alsings arbejder regnes for dygtigt håndværk. Umiddelbart før udbruddet af den 2. Slesvigske Krig ledede han evakueringen af maskiner og arkiv til København samt ligeledes det betydelige bibliotek, formentlig samlet af ham selv. 
Han var søn af smedemester Rasmus Hansen Alsing og Agnethe Conradsdatter, gik på Kunstakademiet 1817-1822 og lærte samtidig stempelskæring hos sin morbroder, medaljøren Johannes Just Conradsen. 
Han blev ansat som fuldmægtig ved mønten i Altona 1. januar 1825, medhjælper ved stempelskæringen 1840, møntkontrollør 1842, kontrollør ved centralkassen i Flensborg 1850, møntmester i Altona 3. september 1856 og forlod sin stilling i november 1863. Han blev kammerråd 1852 og justitsråd 1862.
Han er begravet på Solbjerg Parkkirkegård.

## Værker
Medaljer over:
- J.G. Repsold (1830)
- Hamborg Kreditinstitut (1832)
- S.D. Rücker (1833)
- Hamborg-Altona Have- og Blomsterforening (1836)
- Frimurerlogen i Hamborg (1837)
- Christianeum i Altona (1838)
- Søndagsskolen i Altona; en anden over samme (1838)
- Skolen i Meldorf (1840)
- Det jødiske låneinstitut (1841)
- Det jødiske sygehus (1841)
- Salomon Heine (1841)
- Jernbanen Altona-Kiel (1844)
- Overpræsident, grev Konrad Daniel von Blücher-Altona og frues guldbryllup (1844)
- Senator H.J. Merck (1844)
- Lægen J.H. de Chaufepié (1844)
- Altona Industriforening (1847)

Signerede mønter:
- Prøvemønt (platin 1830)
- Frederikdor (1829-1838)
- Georg Vilhelm Schaumburg-Lippe 10 daler guld (1829)
- Lauenburgs zweidrittel (1830)
- Rigsbankdaler (1833-39)